# Preguntes més freqüents
|  | Per a altres significats sobre el programa de TV3, vegeu «Preguntes freqüents». |

|  | Per a les preguntes més freqüents de la Viquipèdia en català vegeu Viquipèdia:PMF. |

Les preguntes més freqüents (abreujat PMF, P+F o FAQ per l'acrònim en anglès de frequently asked questions) és una secció als llocs web on respon els dubtes potencials dels usuaris del servei, facilitant així l'ajuda a la navegació i reduint el nombre correus preguntant les mateixes coses. Solen estar ubicades en una plana a part, depenent de l'ajuda general, de la informació sobre què és la pàgina o del mapa del web. Moltes webs creen la pàgina fins i tot abans de rebre consultes, avançant-se a possibles preguntes, que es recullen en forma de llistat amb les respostes.